# Маницька
Маницька (рос. Манычская) — станиця, центр Маницького сільського поселення Багаєвського району Ростовської області.
Центр станиці положений на лівому березі річки (Західний) Манич біля її впадання до Дону та вздовж лівого берегу Дону нижче за гирло Манича.
Населення на 2010 рік — 1650 осіб.

## Назва
Назва станиці походить від річки Манич. Походження назви Манич незрозуміла. Її виводять від «гірка», «караульна», «брудна» й «неохайна».

## Історія
Розташування Маницької станиці змінювалося з плином часу. Початково вона була положена на правобережжі Дону, або на острові.
За джерелом 1905 року городок Маноч (Манок) мав бути заснований 1570 або 1580 року.
Перша згадка у джерелах відноситься до 1593 року, коли з Азову був надіслане повідомлення про козаків, що біля Азова «на Маничі, да у Черкаській, й у Роздорах» поставили чотири нові городка «з тих городків приходять й Азову тісноту чинять».
В 1619-1620 роках городок Манич пустошать турки з Азову. 1623 року турки з Азову на чолі з Асамбеєм відбиті від Манича. 
1625 року Манич спалений турками. 1633 року турки знову відбиті від Манича.
1637 року Маницькі козаки разом із запорозькими та іншими донськими беруть турецьку фортецю Азов. Починається Азовське сидіння, що тривало до 1642 року. 1643 року турки повністю пустошать Манач, караючи за Азов.
1687 року Мачок стає центром старовірського руху, який жорстко придушується.
Назви містечка змінюються у джерелах; Манич на 1624 рік, Манач - 1637 рік, Мачок - 1667 рік, Бечегай - 1695 рік, Моначю - 1696 рік, Мануч - 1699 рік, Манич - 1707 рік.
1704 року К.І. Крюйс вказує на розташування городка Манич на правому березі Дону навпроти гирла річки Манич.
1748 року у Маничі згадується дерев'яний храм святомучениці Параскеви П'ятниці. 1763 року церква відбудовується з дерева удруге.
Розташування городка Мануч на правому березі Дону навпроти гирла річки Манич підтверджує "Генеральна карта Землі Війська Донського" за 1797 рік. Дослідники вказують на розташування Старого Манича на острівці (Нового) дону й єриком Старого Дону навпроти Манича.
Між 1794 й 1804 роками Маницький стан втретє чи вчетверте змінює розташування й займає сучасну місцевість. У 1801-1805 роках відбувся переїзд у новий дерев'яний храм святомучениці Параскеви П'ятниці на новому місці Маницької станиці.
На 1859 рік Маницька козацька станиця вже була центром Маницького юрту Черкаського округу й налічувала 560 дворових господарств; 2458 осіб (1425 чоловіків й 1033 жінок); православна церква; 2 ярмарки; 2 рибальські ватаги.
На 1873 рік Маницька станиця налічувала 679 дворових садиб, 138 недворових садиб; 3730 осіб (1783 чоловіків й 1947 жінок).
1891 року відкрилася церковно-парохіяльна школа.

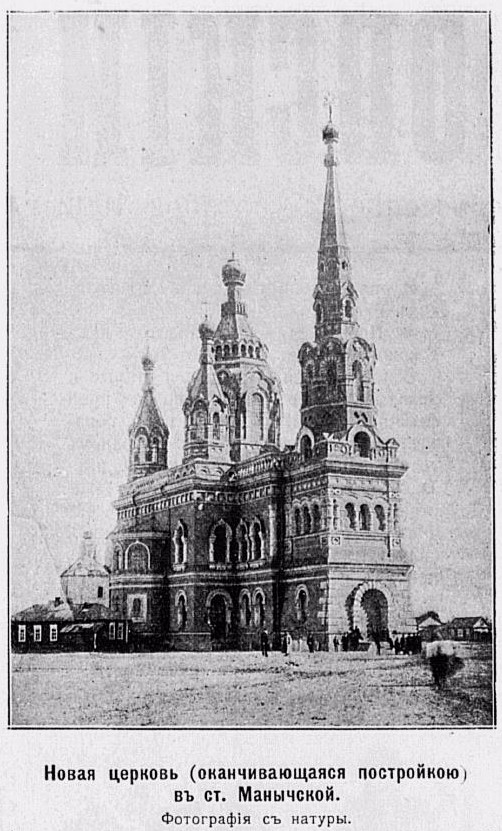
Військовий козацький собор Параскеви П'ятниці до 1917 року

1904 року зведений кам'яний Військовий козацький собор Параскеви П'ятниці за проектом архітектора І.П. Злобіна.
18 березня 1918 року у Маницькій пройшов 1-ий з'їзд Черкаського округу, на якому було донці відкинули радянську владу. 1 квітня 1918 року у станиці пройшов 2-ий з'їзд Черкаського округу, який дав виклик до зброї, обрав виконавчий орган, що згодом увійшов до складу ради оборони Дону.
15 травня у Маницькій відбулася зустріч отамана Петра Краснова з генералами Добровольчої армії, генералом Антоном Денікіним, генералом Михайлом Алексєєвим, кубанським отаманом Олександром Філімоновим, генералом Африканом Богаєвським та іншими.
Тут пройшла Доно (Донсько)-Маницька військова операція, що тривала з 17 січня до 6 лютого 1920 року.
1934 року храм Параскеви П'ятниці було закрито та пограбовано. В 1942-1943 роках німці дозволили відновити служби. З поверненням радянської влади храм використовували як бомбосховище й згодом як склад й зерносховище. За часів Микити Хрущьова каплиця була розібрана на цеглу.
1990 року храм Параскеви П'ятниці переданий РПЦ.